# Municipio de East Cocalico
El municipio de East Cocalico (en inglés, East Cocalico Township) es un municipio del condado de Lancaster, Pensilvania, Estados Unidos. Tiene una población estimada, a mediados de 2022, de 10 937 habitantes.

## Geografía
Está ubicado en las coordenadas 40°13′26″N 76°6′20″O / 40.22389, -76.10556 (40.223837, -76.105597).

## Demografía
Según el censo de 2020, en ese momento los ingresos medios de los hogares eran de $50,580 y los ingresos medios de las familias eran de $55,401. Los hombres tenían ingresos medios por $38,833 frente a los $24,189 que percibían las mujeres. Los ingresos per cápita eran de $21,387. Alrededor del 3.4% de la población estaba por debajo del umbral de pobreza.
De acuerdo con la estimación 2017-2021 de la Oficina del Censo, los ingresos medios de los hogares son de $83,594 y los ingresos medios de las familias son de $98,428. Los ingresos per cápita en los últimos doce meses, medidos en dólares de 2021, son de $35,811. Alrededor del 6.1% de la población está por debajo del umbral de pobreza.